# Ormone sessuale

Steroidogenesi

L'ormone sessuale è un ormone di tipo steroideo, ovvero a base lipidica.
Tali messaggeri chimici sono principalmente prodotti da ghiandole endocrine, diversamente dall'individuo femminile e da quello maschile.
Gli ormoni sessuali sono responsabili di tutti i mutamenti fisici e chimici che si manifestano nel periodo dell'adolescenza riguardanti la riproduzione sessuata.
Essi sono prodotti dalle ovaie, dai testicoli e dalla corteccia surrenale; si suddividono in:
- Androgeni
- Estrogeni
- Progestinici